# Max Deutsch
Max Deutsch (Vienna, 17 novembre 1892 – Parigi, 22 novembre 1982) è stato un musicista, compositore e insegnante austriaco naturalizzato francese, considerato un pioniere della composizione musicale per il cinema muto, nonché volontario nella Legione straniera francese.

## Biografia
Fu allievo di Arnold Schönberg a Vienna prima della prima guerra mondiale. Nel 1921 seguì Schönberg ad Amsterdam e divenne il suo assistente. Fu allora attivo nel Verein für musikalische Privataufführungen (Associazione per le esecuzioni musicali private), fondato nel 1918 da Schönberg. Nel 1922 si trasferì a Berlino, dove diresse l'Orchestra Blüthner. Stanislavskij gli commissionò un'opera: si trattava del melodramma Schach (Partita a scacchi) per coro parlato e ensemble strumentale. Compose anche la musica per i film Il tesoro (Der Schatz, 1923) e La strada senza gioia (Die freudlose Gasse, 1925) di Georg Wilhelm Pabst. In politica appartiene al movimento spartachista.
Si stabilì a Parigi nel 1924. Nel 1925 fondò a Parigi il teatro Der Jüdische Spiegel (Lo specchio ebraico) , dal quale uscirono molti compositori, come Arnold Schönberg, Anton Webern e Alban Berg. Strinse amicizia con Georges Bernanos e Jean Cassou . È vicino anche a Tristan Tzara , Jean Cocteau e Vladimir Jankelevitch . A partire dal 1927 si impegnò nella diffusione della musica di Schönberg a Parigi, tentando invano,nonostante ne avesse raccolto i fondi, di farvi eseguire la prima francese di Gurre Lieder 2 .
Volontario nella Legione straniera francese nel 1939, fu smobilitato nel novembre 1940 dopo essere stato trattenuto per diversi mesi nella sua caserma in quanto ebreo e straniero. Durante la guerra, Max Deutsch si nascose, con la moglie Charlotte (detta Lili) (1899-1994), a Juillac in Corrèze, con Henriette de Joyet e la nipote Janine Romagny 3, e fu attivo nella Resistenza. Alla fine della guerra testimoniò a favore del prefetto della Corrèze, che lo protesse durante l'occupazione dalle denunce di cui fu oggetto a più riprese. Dopo la guerra mantenne i legami con la famiglia Joyet.
Dopo la seconda guerra mondiale continuò instancabilmente il suo impegno a favore della musica del suo maestro e della Seconda Scuola di Vienna, dedicandosi all'insegnamento della musica secondo i principi di Schönberg, vale a dire principalmente musica seriale, ma senza alcuna esclusività. Nel 1948 registrò la prima esecuzione svizzera dei Cinque pezzi per orchestra op. 16 di Schönberg con l'Orchestre de la Suisse Romande, poi nel 1949 la Suite op. 29 con un gruppo di musicisti parigini 6 . Nel novembre dello stesso anno diresse la prima francese di Erwartung (L'attesa) di Schönberg. Nel 1961 fondò Les grands Concerts de la Sorbonne, un'associazione che metteva a confronto la musica dei suoi allievi con quella dei grandi maestri del XX secolo. A Parigi, tra i suoi studenti figurano György Kurtág, Jacqueline Fontyn, Girolamo Arrigo, Luis de Pablo, Sylvano Bussotti, Gérard Condé, Nicolas Errèra, Ahmed Essyad, Félix Ibarrondo, Eugene Kurtz, Jorge Arriagada , Kyriakos Sfetsas, Raymond Vaillant, Donald Harris, Sylvia Hallett, Philippe Manoury, Patrick Marcland, Nicholas Maw, Yves-Marie Pasquet, Colette Bailly, Amaury du Closel, così come il direttore d'orchestra Alexandre Myrat e il critico musicale Heinz-Klaus Metzger.

## Opere
- Sinfonia cinematografica per il film tedesco Der Schutz, del 1923
- La Fuite, Parigi, 1946
- Apothéose, opera del 1972
- Prière pour nos autres mortels sinfonia corale su un testo di Charles Péguy